# Les Rothschilds
Les Rothschilds (Die Rothschilds, Aktien auf Waterloo) est un film de propagande antisémite et antibritannique allemand d'Erich Waschneck produit par la UFA, dont la première eut lieu le 17 juillet 1940, pendant la Seconde Guerre mondiale. Il retrace la montée de cette famille après son enrichissement lors des guerres napoléoniennes. Interdit totalement de projection après la Seconde Guerre mondiale comme tous les films de propagande nazie, il décrit la prospérité de cette célèbre famille juive de manière négative avec tous les stéréotypes antisémites. Le film ne peut être projeté aujourd'hui sans autorisation en Allemagne (et uniquement pour un public d'historiens en privé) et, dans la plupart des pays d'Europe, il est interdit de le montrer.

## Synopsis
Le prince Guillaume IX de Hesse est contraint par Napoléon de prendre la fuite. Pendant ce temps à Francfort en 1806, Mayer Amschel Rothschild le soutient financièrement en apportant 600 000 £ de prêts obligataires pour lever une armée de volontaires de Hesse. Mayer Rothschild envoie son fils Nathan à Londres et son autre fils James à Paris spéculer sur cet argent. Il finance avec l'argent du prince de Hesse l'armée de Wellington pour combattre l'armée de Napoléon en Espagne.
Enrichis par la défaite de Napoléon à Waterloo, la fin du film montre les millions gagnés par cette famille et une étoile de David sur l'Angleterre.

## Distribution
- Erich Ponto : Mayer Amschel Rothschild
- Carl Kuhlmann : Nathan Mayer Rothschild
- Albert Lippert : James de Rothschild
- Hans Stiebner : Bronstein
- Herbert Hübner : Turner
- Hilde Weissner : Sylvia Turner
- Hans Leibelt : Louis XVIII
- Bernhard Minetti : Fouché
- Herbert Wilk : George Crayton
- Albert Florath : Baring
- Waldemar Leitgeb : Wellington
- Walter Franck (de) : Herries
- Gisela Uhlen : Phyllis
- Hubert von Meyerinck : Baron de Vitrolles
- Michael Bohnen : le prince Guillaume de Hesse
- Ursula Deinert : Harriet
- Theo Shall : le banquier Selfridge

### Article annexe
- Liste des longs métrages allemands créés sous le nazisme